# Animaniacs: Ten Pin Alley
Animaniacs: Ten Pin Alley je bowlingová videohra vydaná pro PlayStation v roce 1998. Je založena na videohře Ten Pin Alley z roku 1996 a stejnojmenném animovaném televizním seriálu. Byla plánována i verze pro Nintendo 64, nakonec však byla zrušena kvůli omezenému cachi textur konzole.

## Hratelnost
V úvodní cutscéně je sourozencům Warnerovým do vodárenské věže doručena pozvánka na bowling hraný ve 3D. Ti jsou z toho nadšení a okamžitě vyskočí z vodárenské věže. Jen co se sourozenci rozběhnou, promění se ve 3D postavy. Wakko pak říká: „Ne, počkejte! Chci to zopakovat!“ Nato se scéna přesune do laboratoří ACME, kde se Rudla s Koumákem (Pinky and the Brain) právě v novinách dozvěděli o bowlingovém turnaji. Koumák se opět domnívá, že to bude znamenat ovládnutí světa. Rudla se poté potěšeně směje a točí se dokola.
Hráč si může vybrat ze tří úrovní, styly bodování, dráhu a styl hry. Zvolené postavičce lze také přizpůsobit vzhled, hmotnost míčku a jeho potah. Je zde také možnost zvolit, zda chcete mít na dráze nárazníky, nebo ne. Pokud některá z postav správně bowluje kouli, získá speciální schopnosti.
Pokud se hráč rozhodne hrát turnaj, musí porazit každého soupeře, aby postoupil do dalšího kola, nebo čelit vyřazení. Během cesty se střídají různé cutscény, v nichž Koumák vytváří hypnotickou bowlingovou kouli, která ho celého dostane do své moci, a Péřáci (Goodfeathers), kteří plánují vsadit na vítěze a vydělat na tom. Pokud hráč vyhraje, je tato postava zobrazena při předávání trofeje; pokud vyhraje Koumák, je jeho plánem nechat Rudlu vynést kouli, aby všechny zhypnotizoval; bohužel ji Rudla nechal na památku vítězství zabronzovat, čímž účinně zmařil zápletku. Pokud vyhraje jiná postava, Koumákův vynález těla, které mu umožňuje hrát kuželky, se zvrátí a pronásleduje jeho i Rudlu a ptáci také prchají jako o život (ačkoli důvod toho není ukázán). Ve scéně je pak vítězná postava odměněna trofejí.

## Přijetí
| Udělil   | Skóre    |
| -------- | -------- |
| AllGame  | [ 3 ]    |
| EGM      | 6,125/10 |
| IGN      | 7,1/10   |
| OPM (US) | [ 5 ]    |
| PSM      | [ 6 ]    |

Hra obdržela od stránky IGN hodnocení 7,1 z 10. Ta kritizovala obtížnost hry.